# Шарбулацький сільський округ
Шарбула́цький сільський округ (каз. Шарбұлақ ауылдық округі, рос. Шарбулакский сельский округ) — адміністративна одиниця у складі Казигуртського району Туркестанської області Казахстану. Адміністративний центр — село Шарбулак.
Населення — 4540 осіб (2021; 4372 у 2009, 3466 у 1999, 3294 у 1989).
Станом на 1989 рік існувала Шарбулацька сільська рада (села Карабау, Кизилту, Крупське, Ленінжоли, Леніно, Шарбулак). Пізніше село Карабау утворило окремий Карабауський сільський округ. 2012 року села Ашибулак (колишнє село Кизилту), Кезенбулак (колишнє село Крупське) та Молбулак (колишнє село Леніно) були передані до складу Казигуртського сільського округу.

## Склад
До складу округу входять такі населені пункти:
| Населений пункт | Колишні назви | Населення, осіб (1989) | Населення, осіб (1999) | Населення, осіб (2009) | Населення, осіб (2021) |
| --------------- | ------------- | ---------------------- | ---------------------- | ---------------------- | ---------------------- |
| Акбастау, село  | Ленінжоли     | 987                    | 604                    | 742                    | 730                    |
| Шарбулак, село  | -             | 2307                   | 2862                   | 3630                   | 3774                   |
| --Дамешкора     | -             | -                      | -                      | -                      | 11                     |
| --Мунайонімі    | -             | -                      | -                      | -                      | 9                      |
| --Тубдиспансер  | -             | -                      | -                      | -                      | 6                      |
| --Шевронкора    | -             | -                      | -                      | -                      | 10                     |